# Campidano di Terralba
Il Campidano di Terralba è un vino DOC la cui produzione è consentita nelle province di Cagliari e Oristano.

## Caratteristiche organolettiche
- colore: rosso rubino più o meno chiaro.
- odore: vinoso, intenso.
- sapore: asciutto, sapido, pieno, caratteristico.

## Produzione
Provincia, stagione, volume in ettolitri
- Cagliari  (1995/96)  27,09
- Oristano  (1990/91)  365,96
- Oristano  (1991/92)  26,25
- Oristano  (1992/93)  285,32
- Oristano  (1993/94)  755,78
- Oristano  (1994/95)  644,35
- Oristano  (1995/96)  495,53
- Oristano  (1996/97)  177,24